# Asymblepharus ladacensis
Espèce
Synonymes
- Eumeces ladacensis Günther, 1864
- Scincella ladacensis (Günther, 1864)
- Euprepes stoliczkai Steindachner, 1869
- Euprepes kargilensis Steindachner, 1869

Asymblepharus ladacensis est une espèce de sauriens de la famille des Scincidae.

## Répartition
Cette espèce se rencontre:
- en Inde dans les États d'Uttar Pradesh, d'Himachal Pradesh et du Jammu-et-Cachemire ;
- dans l'Ouest du Népal ;
- dans le Nord du Pakistan ;
- au Tibet.

## Liste des sous-espèces
Selon The Reptile Database (5 juillet 2012) :
- Asymblepharus ladacensis ladacensis (Günther, 1864)
- Asymblepharus ladacensis stimsoni Eremchenko, 1992

## Étymologie
Son nom d'espèce, composé de ladac et du suffixe latin -ensis, « qui vit dans, qui habite », lui a été donné en référence au lieu de sa découverte, « Ladak au Tibet ».

## Publications originales
- Eremchenko, 1992 : About systematics of Asymblepharus ladacensis (Günther, 1864) (Sauria: Scincidae: Lygosominae) in Eremchenko, Panfilov & Tsarinenko, 1992 : Conspectus on cytogenetic and taxonomic research on some Asiatic species of Scincidae and Lacertid, Ylym Publ., Bishket, Kiev, p. 58-65.
- Günther, 1864 : The reptiles of British India, London, Taylor & Francis, p. 1-452 (texte intégral).